# Segunda División B de España 2016-17
La temporada 2016-17 de la Segunda División B de España de fútbol corresponde a la 40.ª edición del campeonato y se disputó entre el 20 de agosto de 2016 y el 14 de mayo de 2017 en su fase regular. Posteriormente se disputó la promoción de ascenso entre el 20 de mayo y el 25 de junio.

## Sistema de competición
Participaron ochenta clubes de toda la geografía española, encuadrados en cuatro grupos de veinte equipos según proximidad geográfica. Se enfrentaron en cada grupo todos contra todos en dos ocasiones -una en campo propio y otra en campo contrario- durante un total de 38 jornadas. El orden de los encuentros se decidió por sorteo antes de empezar la competición. La Real Federación Española de Fútbol fue la responsable de designar a los árbitros de cada encuentro.
El ganador de un partido obtuvo tres puntos, el perdedor no sumó puntos, y en caso de un empate hay un punto para cada equipo. Al término del campeonato, los cuatro equipos que acumularon más puntos en cada grupo jugaron la promoción de ascenso. Esta promoción tuvo formato de eliminación directa a doble partido, los primeros clasificados se enfrentaron entre sí en emparejamientos que se determinaron por sorteo y los dos vencedores asciendieron a Segunda División y jugaron otra eliminatoria para decidir el campeón de Segunda División B. Los perdedores se unieron al resto de eliminatorias que disputaron segundos contra cuartos, y los terceros entre sí. Tras disputarse tres rondas eliminatorias los dos equipos vencedores ascendieron igualmente a Segunda División.
Los cuatro últimos equipos clasificados de cada grupo descendieron a Tercera División. Los decimosextos clasificados jugaron la promoción por la permanencia que se disputó por eliminación directa a doble partido y los emparejamientos se determinaron por sorteo. Los dos equipos derrotados perdieron la categoría.

## Equipos de la temporada 2016-17
| Datos de ascensos y descensos |
| --- |
| Albacete Balompié, Bilbao Athletic, UE Llagostera y SD Ponferradina descienden de Segunda División A. Cádiz CF, CF Reus Deportiu, Sevilla Atlético y UCAM Murcia CF ascienden a Segunda División A. Algeciras CF, UD Almería "B", Atlético Astorga FC, Real Betis "B", CP Cacereño, SD Compostela, Getafe CF "B", CD Guadalajara, CD Llosetense, CD Olímpic de Xàtiva, UE Olot, Peña Sport FC, CF Pobla de Mafumet, Club Portugalete, CD San Roque de Lepe, Sporting de Gijón "B" y CF Talavera de la Reina descienden a Tercera División. Además el Huracán Valencia CF desaparece. Atlético Mancha Real, Atlético Saguntino, CD Boiro, Caudal Deportivo, Córdoba CF "B", CD El Ejido 2012, Extremadura UD, CF Gavà, RCD Mallorca "B", UD Mutilvera, CDA Navalcarnero, CD Palencia Balompié, AE Prat, UD San Sebastián de los Reyes, Atlético Sanluqueño CF, Club Atlético Osasuna "B", San Fernando CD y SD Zamudio ascienden a Segunda División B. |

- Composición de los cuatro grupos de la Segunda División B confirmados en la Asamblea General de la Real Federación Española de Fútbol del 15 de julio de 2016.[1]

### Grupo I
En este grupo están los equipos de Galicia (6), Asturias (2), Cantabria (1), Castilla y León (7) y Navarra (4).
| - CD Boiro - RC Celta de Vigo "B" - Coruxo FC - Pontevedra CF - Racing de Ferrol - UD Somozas - Caudal Deportivo - CD Lealtad - Racing de Santander - Arandina CF |  | - Burgos CF - Cultural y Deportiva Leonesa - CD Guijuelo - CD Palencia Balompié - SD Ponferradina - Real Valladolid CF "B" - Club Atlético Osasuna "B" - CD Izarra - UD Mutilvera - CD Tudelano |

### Grupo II
En este grupo se encuentran los equipos del País Vasco (10), Comunidad de Madrid (5) , Canarias (1), La Rioja (1) y parte de Castilla-La Mancha (3).
| - SD Amorebieta - Arenas Club - Barakaldo CF - Bilbao Athletic - SD Gernika - SD Leioa - Real Sociedad "B" - Real Unión Club - Sestao River Club - SD Zamudio |  | - CF Fuenlabrada - CDA Navalcarnero - CF Rayo Majadahonda - Real Madrid Castilla - UD San Sebastián de los Reyes - CD Mensajero - UD Logroñés - Albacete Balompié - UD Socuéllamos CF - CD Toledo |

### Grupo III
En este grupo están los equipos de Cataluña (10), Comunidad Valenciana (7), Islas Baleares (2) y Aragón (1).
| - CF Badalona - FC Barcelona "B" - UE Cornellá - RCD Espanyol "B" - CF Gavà - CE L'Hospitalet - UE Llagostera - Club Lleida Esportiu - AE Prat - CE Sabadell FC |  | - CD Alcoyano - Atlético Levante UD - Atlético Saguntino - CD Eldense - Hércules CF - Valencia CF Mestalla - Villarreal CF "B" - CD Atlético Baleares - RCD Mallorca "B" - CD Ebro |

### Grupo IV
En el último grupo se encuentran los equipos de Andalucía (11), Región de Murcia (4), Extremadura (3), parte de Castilla-La Mancha (1) y la ciudad autónoma de Melilla (1).
| - Atlético Mancha Real - Atlético Sanluqueño CF - Córdoba CF "B" - CD El Ejido 2012 - Granada CF "B" - Real Jaén CF - Linares Deportivo - RB Linense - Marbella FC - RC Recreativo de Huelva |  | - San Fernando CD - FC Cartagena - FC Jumilla - Lorca FC - Real Murcia CF - Extremadura UD - AD Mérida - CF Villanovense - La Roda CF - UD Melilla |

## Resultados y clasificaciones

### Grupo I

#### Clasificación
| Pos. | Equipo                      | Pts. | PJ | G  | E  | P  | GF | GC | Dif. | Clasificación                                   |
| ---- | --------------------------- | ---- | -- | -- | -- | -- | -- | -- | ---- | ----------------------------------------------- |
| 1    | Cultural Leonesa (A)        | 86   | 38 | 26 | 8  | 4  | 86 | 24 | +62  | Acceso a Promoción de ascenso para campeones    |
| 2    | Racing de Santander         | 86   | 38 | 26 | 8  | 4  | 64 | 20 | +44  | Acceso a Promoción de ascenso para no campeones |
| 3    | R. C. Celta de Vigo "B"     | 84   | 38 | 26 | 6  | 6  | 76 | 31 | +45  | Acceso a Promoción de ascenso para no campeones |
| 4    | Pontevedra C. F.            | 60   | 38 | 17 | 9  | 12 | 48 | 36 | +12  | Acceso a Promoción de ascenso para no campeones |
| 5    | S. D. Ponferradina          | 55   | 38 | 14 | 13 | 11 | 35 | 40 | −5   |                                                 |
| 6    | Real Valladolid C. F. "B"   | 54   | 38 | 15 | 9  | 14 | 40 | 42 | −2   |                                                 |
| 7    | Racing de Ferrol            | 54   | 38 | 15 | 9  | 14 | 50 | 38 | +12  |                                                 |
| 8    | Coruxo F. C.                | 49   | 38 | 13 | 10 | 15 | 43 | 58 | −15  |                                                 |
| 9    | C. D. Tudelano              | 49   | 38 | 12 | 13 | 13 | 32 | 34 | −2   |                                                 |
| 10   | C. D. Lealtad               | 48   | 38 | 12 | 12 | 14 | 38 | 39 | −1   |                                                 |
| 11   | C. A. Osasuna "B"           | 47   | 38 | 13 | 8  | 17 | 48 | 53 | −5   |                                                 |
| 12   | C. D. Guijuelo              | 47   | 38 | 12 | 11 | 15 | 57 | 49 | +8   |                                                 |
| 13   | C. D. Izarra                | 46   | 38 | 11 | 13 | 14 | 37 | 45 | −8   |                                                 |
| 14   | C. D. Boiro (D)             | 45   | 38 | 11 | 12 | 15 | 39 | 45 | −6   | Descenso a Tercera División                     |
| 15   | Caudal Deportivo            | 45   | 38 | 11 | 12 | 15 | 47 | 56 | −9   |                                                 |
| 16   | Burgos C. F.                | 45   | 38 | 12 | 9  | 17 | 43 | 54 | −11  | Acceso a Promoción de permanencia               |
| 17   | U. D. Mutilvera (D)         | 43   | 38 | 9  | 16 | 13 | 32 | 46 | −14  | Descenso a Tercera División                     |
| 18   | C. D. Palencia Balompié (D) | 38   | 38 | 10 | 8  | 20 | 26 | 60 | −34  | Descenso a Tercera División                     |
| 19   | Arandina C. F. (D)          | 32   | 38 | 7  | 11 | 20 | 39 | 64 | −25  | Descenso a Tercera División                     |
| 20   | U. D. Somozas (D)           | 24   | 38 | 5  | 9  | 24 | 23 | 65 | −42  | Descenso a Tercera División                     |

 Fuente: BDFutbol
Criterios de clasificación: Puntos · Enfrentamientos directos · Diferencia de goles · Goles a favor · Play-off
Notas:
1. ↑  El C. D. Boiro descendió a Tercera división por impagos a sus jugadores.[2]

#### Evolución de la clasificación
| Equipo / Jornada | 1  | 2  | 3  | 4  | 5  | 6  | 7  | 8  | 9  | 10 | 11 | 12 | 13 | 14 | 15 | 16 | 17 | 18 | 19 | 20 | 21 | 22 | 23 | 24 | 25 | 26 | 27 | 28 | 29 | 30 | 31 | 32 | 33 | 34 | 35 | 36 | 37 | 38 |
| Equipo / Jornada |    |    |    |    |    |    |    |    |    |    |    |    |    |    |    |    |    |    |    |    |    |    |    |    |    |    |    |    |    |    |    |    |    |    |    |    |    |    |
| ---------------- | -- | -- | -- | -- | -- | -- | -- | -- | -- | -- | -- | -- | -- | -- | -- | -- | -- | -- | -- | -- | -- | -- | -- | -- | -- | -- | -- | -- | -- | -- | -- | -- | -- | -- | -- | -- | -- | -- |
| Cultural         | 8  | 3  | 6  | 4  | 2  | 2  | 2  | 2  | 2  | 1  | 1  | 1  | 1  | 1  | 1  | 1  | 1  | 1  | 1  | 1  | 1  | 1  | 1  | 1  | 1  | 1  | 1  | 1  | 1  | 1  | 1  | 3  | 3  | 3  | 2  | 1  | 1  | 1  |
| R.Santander      | 5  | 8  | 2  | 1  | 1  | 1  | 1  | 1  | 1  | 2  | 2  | 2  | 2  | 2  | 2  | 2  | 2  | 2  | 2  | 2  | 2  | 2  | 2  | 2  | 2  | 2  | 2  | 2  | 2  | 3  | 3  | 2  | 2  | 2  | 1  | 2  | 2  | 2  |
| Celta "B"        | 6  | 13 | 5  | 5  | 3  | 4  | 3  | 3  | 3  | 2  | 3  | 3  | 4  | 3  | 3  | 3  | 3  | 3  | 3  | 3  | 3  | 3  | 3  | 3  | 3  | 3  | 3  | 3  | 3  | 2  | 2  | 1  | 1  | 1  | 3  | 3  | 3  | 3  |
| Pontevedra       | 10 | 2  | 9  | 7  | 9  | 7  | 5  | 5  | 4  | 5  | 4  | 4  | 3  | 4  | 4  | 4  | 4  | 4  | 4  | 4  | 4  | 4  | 4  | 4  | 4  | 4  | 4  | 4  | 4  | 4  | 4  | 4  | 4  | 4  | 4  | 4  | 4  | 4  |
| Ponferradina     | 20 | 19 | 19 | 15 | 11 | 8  | 9  | 6  | 7  | 6  | 5  | 5  | 5  | 5  | 6  | 6  | 6  | 6  | 6  | 6  | 6  | 6  | 6  | 6  | 6  | 6  | 6  | 5  | 5  | 6  | 6  | 6  | 7  | 6  | 6  | 5  | 5  | 5  |
| Valladolid "B"   | 13 | 14 | 11 | 8  | 10 | 12 | 14 | 12 | 14 | 11 | 8  | 7  | 8  | 7  | 5  | 5  | 5  | 5  | 5  | 5  | 5  | 5  | 5  | 5  | 5  | 5  | 5  | 6  | 6  | 5  | 5  | 5  | 5  | 5  | 5  | 6  | 6  | 6  |
| R.Ferrol         | 15 | 16 | 16 | 18 | 14 | 11 | 11 | 13 | 13 | 16 | 16 | 14 | 16 | 16 | 17 | 14 | 10 | 12 | 10 | 7  | 11 | 12 | 12 | 12 | 12 | 12 | 11 | 13 | 11 | 11 | 9  | 7  | 6  | 7  | 7  | 7  | 7  | 7  |
| Coruxo           | 7  | 6  | 7  | 10 | 15 | 15 | 15 | 10 | 12 | 10 | 10 | 8  | 7  | 6  | 7  | 7  | 8  | 8  | 9  | 12 | 10 | 7  | 8  | 8  | 8  | 7  | 8  | 7  | 7  | 7  | 7  | 8  | 8  | 8  | 8  | 9  | 12 | 8  |
| Tudelano         | 11 | 15 | 15 | 17 | 12 | 9  | 6  | 7  | 8  | 8  | 9  | 11 | 9  | 11 | 9  | 10 | 9  | 9  | 12 | 11 | 9  | 11 | 9  | 9  | 9  | 8  | 7  | 8  | 8  | 9  | 11 | 11 | 11 | 9  | 10 | 11 | 8  | 9  |
| Lealtad          | 4  | 9  | 3  | 2  | 4  | 5  | 8  | 9  | 11 | 9  | 11 | 10 | 11 | 14 | 13 | 12 | 12 | 10 | 8  | 10 | 8  | 8  | 7  | 7  | 7  | 9  | 9  | 9  | 10 | 10 | 10 | 10 | 9  | 10 | 9  | 12 | 9  | 10 |
| At.Osasuna "B"   | 2  | 10 | 4  | 3  | 6  | 3  | 4  | 8  | 6  | 7  | 7  | 9  | 12 | 9  | 10 | 9  | 11 | 13 | 11 | 9  | 12 | 10 | 11 | 10 | 11 | 11 | 12 | 11 | 12 | 12 | 12 | 14 | 15 | 12 | 13 | 13 | 10 | 11 |
| Guijuelo         | 9  | 7  | 8  | 9  | 7  | 10 | 12 | 15 | 17 | 15 | 14 | 13 | 14 | 15 | 15 | 15 | 17 | 14 | 16 | 17 | 17 | 17 | 17 | 17 | 17 | 17 | 18 | 18 | 17 | 17 | 15 | 15 | 13 | 13 | 12 | 8  | 11 | 12 |
| Izarra           | 1  | 1  | 1  | 6  | 5  | 6  | 7  | 4  | 5  | 4  | 6  | 6  | 6  | 8  | 8  | 8  | 7  | 7  | 7  | 8  | 7  | 9  | 10 | 11 | 10 | 10 | 10 | 10 | 9  | 8  | 8  | 9  | 10 | 11 | 11 | 10 | 13 | 13 |
| Boiro            | 17 | 11 | 14 | 14 | 16 | 17 | 16 | 16 | 16 | 14 | 13 | 12 | 10 | 12 | 14 | 16 | 18 | 18 | 14 | 14 | 13 | 15 | 16 | 16 | 16 | 16 | 14 | 14 | 15 | 15 | 17 | 17 | 17 | 18 | 17 | 17 | 16 | 14 |
| Caudal           | 14 | 4  | 10 | 12 | 8  | 13 | 10 | 14 | 10 | 13 | 12 | 15 | 13 | 10 | 11 | 11 | 14 | 11 | 13 | 13 | 15 | 16 | 14 | 13 | 15 | 15 | 16 | 15 | 14 | 13 | 13 | 13 | 14 | 16 | 16 | 14 | 15 | 15 |
| Burgos           | 16 | 18 | 18 | 19 | 19 | 20 | 20 | 20 | 20 | 20 | 20 | 20 | 20 | 17 | 18 | 19 | 16 | 16 | 18 | 16 | 14 | 14 | 13 | 14 | 13 | 13 | 13 | 12 | 13 | 14 | 14 | 12 | 12 | 15 | 15 | 15 | 15 | 16 |
| Mutilvera        | 12 | 17 | 17 | 11 | 13 | 14 | 13 | 11 | 9  | 12 | 15 | 17 | 17 | 18 | 16 | 17 | 19 | 19 | 15 | 15 | 16 | 13 | 15 | 15 | 14 | 14 | 15 | 16 | 16 | 16 | 16 | 16 | 16 | 14 | 14 | 16 | 17 | 17 |
| Palencia         | 18 | 20 | 20 | 20 | 20 | 19 | 17 | 17 | 18 | 17 | 19 | 19 | 19 | 20 | 19 | 18 | 13 | 15 | 17 | 18 | 18 | 18 | 18 | 18 | 18 | 18 | 17 | 17 | 18 | 18 | 18 | 18 | 18 | 17 | 18 | 18 | 18 | 18 |
| Arandina         | 3  | 5  | 12 | 13 | 17 | 18 | 19 | 19 | 15 | 18 | 17 | 16 | 15 | 13 | 12 | 13 | 15 | 17 | 19 | 19 | 19 | 19 | 19 | 19 | 19 | 19 | 19 | 19 | 19 | 19 | 19 | 19 | 19 | 19 | 19 | 19 | 19 | 19 |
| Somozas          | 19 | 12 | 13 | 16 | 18 | 16 | 18 | 18 | 19 | 19 | 18 | 18 | 18 | 19 | 20 | 20 | 20 | 20 | 20 | 20 | 20 | 20 | 20 | 20 | 20 | 20 | 20 | 20 | 20 | 20 | 20 | 20 | 20 | 20 | 20 | 20 | 20 | 20 |

#### Resultados
| Local \ Visitante      | Ara | AtO | Boi | Bur | Cau | Cel | Cor | Cul | Gui | Iza | Lea | Mut | Pal | Pof | Pot | RFe | RSa | Som | Tud | Val |
| ---------------------- | --- | --- | --- | --- | --- | --- | --- | --- | --- | --- | --- | --- | --- | --- | --- | --- | --- | --- | --- | --- |
| Arandina CF            | —   | 0–0 | 1–0 | 2–1 | 2–0 | 3–3 | 4–0 | 1–4 | 0–0 | 0–1 | 0–2 | 2–0 | 1–2 | 0–0 | 0–2 | 1–4 | 1–5 | 3–0 | 1–4 | 0–1 |
| Atlético Osasuna "B"   | 4–2 | —   | 1–0 | 0–1 | 3–3 | 0–0 | 0–1 | 2–1 | 3–1 | 0–0 | 4–2 | 0–0 | 3–1 | 3–0 | 2–1 | 1–2 | 0–3 | 3–1 | 1–3 | 2–1 |
| CD Boiro               | 3–0 | 0–2 | —   | 5–1 | 0–0 | 1–4 | 3–0 | 2–0 | 2–2 | 1–1 | 0–1 | 2–2 | 0–0 | 0–1 | 1–1 | 1–1 | 0–1 | 2–1 | 0–1 | 1–0 |
| Burgos CF              | 2–1 | 2–1 | 0–2 | —   | 3–4 | 2–0 | 3–1 | 0–3 | 0–0 | 2–3 | 3–0 | 0–1 | 0–1 | 0–0 | 0–0 | 2–1 | 0–1 | 1–0 | 2–2 | 0–0 |
| Caudal Deportivo       | 1–1 | 3–1 | 1–1 | 1–2 | —   | 3–2 | 2–1 | 0–0 | 2–0 | 1–0 | 0–1 | 2–2 | 2–0 | 2–2 | 2–1 | 0–0 | 2–3 | 2–0 | 0–1 | 4–0 |
| RC Celta de Vigo "B"   | 5–0 | 3–1 | 0–3 | 4–1 | 2–1 | —   | 1–0 | 0–1 | 2–1 | 2–1 | 2–1 | 2–2 | 2–0 | 3–0 | 1–0 | 1–0 | 1–1 | 6–0 | 3–0 | 1–0 |
| Coruxo FC              | 3–2 | 1–0 | 2–0 | 1–1 | 3–1 | 0–4 | —   | 1–3 | 1–3 | 2–1 | 2–0 | 3–1 | 1–0 | 1–1 | 2–2 | 0–2 | 1–2 | 2–1 | 1–1 | 1–1 |
| Cultural Leonesa       | 5–3 | 1–0 | 2–0 | 2–0 | 3–1 | 1–2 | 3–1 | —   | 3–1 | 3–1 | 3–1 | 5–1 | 6–0 | 0–0 | 3–0 | 3–1 | 0–0 | 2–0 | 1–1 | 3–0 |
| CD Guijuelo            | 1–1 | 3–2 | 4–0 | 1–1 | 4–1 | 1–3 | 2–2 | 0–4 | —   | 8–1 | 0–3 | 0–0 | 6–0 | 0–0 | 1–1 | 2–2 | 1–0 | 2–0 | 0–3 | 3–0 |
| CD Izarra              | 1–1 | 2–1 | 1–1 | 1–0 | 0–1 | 0–0 | 0–0 | 0–0 | 2–2 | —   | 1–1 | 2–0 | 3–1 | 2–0 | 1–0 | 1–1 | 0–3 | 2–0 | 0–0 | 0–2 |
| CD Lealtad             | 0–0 | 2–0 | 2–2 | 2–1 | 1–1 | 0–1 | 3–0 | 1–1 | 2–1 | 0–0 | —   | 1–0 | 0–1 | 2–2 | 0–1 | 2–0 | 0–1 | 3–1 | 0–0 | 0–0 |
| UD Mutilvera           | 1–0 | 1–1 | 0–1 | 0–2 | 2–1 | 1–1 | 0–0 | 0–1 | 0–1 | 0–0 | 0–0 | —   | 2–1 | 1–0 | 0–0 | 1–1 | 1–1 | 0–2 | 0–0 | 3–1 |
| CD Palencia Balompié   | 1–3 | 0–0 | 2–0 | 0–0 | 2–0 | 1–3 | 1–2 | 0–4 | 2–1 | 0–3 | 1–0 | 1–4 | —   | 0–2 | 0–0 | 1–3 | 0–1 | 1–1 | 0–0 | 1–0 |
| SD Ponferradina        | 3–2 | 1–1 | 2–0 | 4–2 | 0–0 | 1–0 | 1–0 | 1–3 | 1–0 | 2–1 | 0–0 | 3–2 | 0–2 | —   | 1–0 | 1–1 | 1–0 | 0–1 | 0–0 | 2–1 |
| Pontevedra CF          | 2–1 | 3–1 | 4–0 | 2–1 | 0–0 | 0–4 | 1–1 | 2–2 | 2–1 | 2–0 | 3–0 | 3–0 | 2–1 | 2–0 | —   | 1–0 | 0–1 | 4–2 | 2–1 | 2–0 |
| Racing de Ferrol       | 2–0 | 1–0 | 0–1 | 1–1 | 4–0 | 2–1 | 5–2 | 2–3 | 0–1 | 1–2 | 1–0 | 0–1 | 4–1 | 2–1 | 1–0 | —   | 0–1 | 0–0 | 0–1 | 1–2 |
| Racing de Santander    | 0–0 | 4–1 | 3–2 | 2–0 | 4–0 | 0–1 | 0–1 | 1–1 | 1–0 | 2–1 | 1–0 | 4–0 | 1–0 | 3–0 | 2–0 | 1–1 | —   | 3–0 | 2–1 | 2–1 |
| UD Somozas             | 0–0 | 0–2 | 0–0 | 1–2 | 2–2 | 0–2 | 1–1 | 0–2 | 0–3 | 1–0 | 2–3 | 1–2 | 0–1 | 1–1 | 1–0 | 0–2 | 1–1 | —   | 0–1 | 0–3 |
| CD Tudelano            | 0–0 | 1–2 | 0–0 | 0–2 | 1–0 | 1–2 | 0–2 | 1–0 | 1–0 | 2–1 | 3–2 | 1–1 | 0–0 | 0–1 | 0–1 | 0–1 | 0–2 | 0–1 | —   | 1–3 |
| Real Valladolid CF "B" | 1–0 | 2–0 | 1–2 | 4–2 | 2–1 | 1–2 | 2–0 | 1–4 | 1–0 | 2–1 | 0–0 | 0–0 | 0–0 | 2–0 | 2–1 | 1–0 | 1–1 | 1–1 | 0–0 | —   |

### Grupo II

#### Clasificación
| Pos. | Equipo                           | Pts. | PJ | G  | E  | P  | GF | GC | Dif. | Clasificación                                   |
| ---- | -------------------------------- | ---- | -- | -- | -- | -- | -- | -- | ---- | ----------------------------------------------- |
| 1    | Albacete Balompié (A)            | 69   | 38 | 20 | 9  | 9  | 64 | 36 | +28  | Acceso a Promoción de ascenso para campeones    |
| 2    | C. D. Toledo                     | 65   | 38 | 19 | 8  | 11 | 34 | 34 | 0    | Acceso a Promoción de ascenso para no campeones |
| 3    | C. F. Fuenlabrada                | 63   | 38 | 18 | 9  | 11 | 54 | 42 | +12  | Acceso a Promoción de ascenso para no campeones |
| 4    | C. F. Rayo Majadahonda           | 61   | 38 | 16 | 13 | 9  | 43 | 35 | +8   | Acceso a Promoción de ascenso para no campeones |
| 5    | S. D. Leioa                      | 60   | 38 | 16 | 12 | 10 | 53 | 42 | +11  |                                                 |
| 6    | U. D. Logroñés                   | 56   | 38 | 15 | 11 | 12 | 50 | 33 | +17  |                                                 |
| 7    | Real Unión Club                  | 56   | 38 | 14 | 14 | 10 | 39 | 38 | +1   |                                                 |
| 8    | Bilbao Athletic                  | 56   | 38 | 15 | 11 | 12 | 45 | 33 | +12  |                                                 |
| 9    | Arenas Club                      | 55   | 38 | 14 | 13 | 11 | 50 | 46 | +4   |                                                 |
| 10   | Real Sociedad "B"                | 52   | 38 | 13 | 13 | 12 | 55 | 43 | +12  |                                                 |
| 11   | Real Madrid Castilla C. F.       | 51   | 38 | 13 | 12 | 13 | 43 | 47 | −4   |                                                 |
| 12   | S. D. Gernika                    | 49   | 38 | 12 | 13 | 13 | 47 | 52 | −5   |                                                 |
| 13   | Barakaldo C. F.                  | 49   | 38 | 12 | 13 | 13 | 46 | 42 | +4   |                                                 |
| 14   | S. D. Amorebieta                 | 48   | 38 | 13 | 9  | 16 | 47 | 47 | 0    |                                                 |
| 15   | C. D. A. Navalcarnero            | 47   | 38 | 11 | 14 | 13 | 38 | 42 | −4   |                                                 |
| 16   | U. D. San Sebastián de los Reyes | 47   | 38 | 13 | 8  | 17 | 47 | 51 | −4   | Acceso a Promoción de permanencia               |
| 17   | C. D. Mensajero (D)              | 46   | 38 | 10 | 16 | 12 | 40 | 47 | −7   | Descenso a Tercera División                     |
| 18   | U. D. Socuéllamos (D)            | 38   | 38 | 10 | 8  | 20 | 42 | 62 | −20  | Descenso a Tercera División                     |
| 19   | Sestao River (D)                 | 37   | 38 | 8  | 13 | 17 | 28 | 46 | −18  | Descenso a Tercera División                     |
| 20   | S. D. Zamudio (D)                | 22   | 38 | 5  | 7  | 26 | 33 | 84 | −51  | Descenso a Tercera División                     |

 Fuente: BDFutbol
Criterios de clasificación: Puntos · Enfrentamientos directos · Diferencia de goles · Goles a favor · Play-off

#### Evolución de la clasificación
| Equipo / Jornada | 1  | 2  | 3  | 4  | 5  | 6  | 7  | 8  | 9  | 10 | 11 | 12 | 13 | 14 | 15 | 16 | 17 | 18 | 19 | 20 | 21 | 22 | 23 | 24 | 25 | 26 | 27 | 28 | 29 | 30 | 31 | 32 | 33 | 34 | 35 | 36 | 37 | 38 |
| Equipo / Jornada |    |    |    |    |    |    |    |    |    |    |    |    |    |    |    |    |    |    |    |    |    |    |    |    |    |    |    |    |    |    |    |    |    |    |    |    |    |    |
| ---------------- | -- | -- | -- | -- | -- | -- | -- | -- | -- | -- | -- | -- | -- | -- | -- | -- | -- | -- | -- | -- | -- | -- | -- | -- | -- | -- | -- | -- | -- | -- | -- | -- | -- | -- | -- | -- | -- | -- |
| Albacete         | 3  | 2  | 7  | 7  | 4  | 2  | 2  | 5  | 3  | 5  | 3  | 2  | 1  | 1  | 1  | 1  | 1  | 1  | 1  | 1  | 1  | 1  | 1  | 1  | 1  | 1  | 1  | 1  | 1  | 1  | 1  | 1  | 1  | 1  | 1  | 1  | 1  | 1  |
| Fuenlabrada      | 18 | 14 | 16 | 12 | 8  | 9  | 5  | 1  | 2  | 1  | 1  | 1  | 2  | 2  | 2  | 3  | 2  | 2  | 2  | 2  | 2  | 2  | 3  | 3  | 3  | 3  | 3  | 3  | 3  | 3  | 4  | 4  | 2  | 2  | 2  | 2  | 2  | 2  |
| Toledo           | 16 | 10 | 15 | 18 | 18 | 18 | 13 | 13 | 14 | 12 | 13 | 13 | 11 | 11 | 11 | 12 | 13 | 14 | 12 | 9  | 9  | 8  | 7  | 4  | 5  | 5  | 5  | 5  | 5  | 4  | 3  | 3  | 3  | 3  | 3  | 3  | 3  | 3  |
| R.Majadahonda    | 12 | 4  | 10 | 4  | 9  | 3  | 1  | 2  | 6  | 2  | 2  | 3  | 5  | 5  | 4  | 4  | 4  | 5  | 6  | 8  | 8  | 6  | 9  | 8  | 8  | 9  | 13 | 9  | 11 | 11 | 10 | 9  | 8  | 6  | 6  | 5  | 4  | 4  |
| Leioa            | 9  | 3  | 2  | 1  | 1  | 1  | 3  | 6  | 4  | 6  | 5  | 7  | 4  | 7  | 6  | 6  | 5  | 4  | 4  | 6  | 4  | 3  | 2  | 2  | 2  | 2  | 2  | 2  | 2  | 2  | 2  | 2  | 4  | 4  | 4  | 4  | 5  | 5  |
| Logroñés         | 8  | 17 | 11 | 16 | 10 | 12 | 12 | 11 | 10 | 10 | 11 | 10 | 12 | 14 | 12 | 13 | 14 | 10 | 14 | 13 | 14 | 15 | 14 | 14 | 15 | 15 | 15 | 14 | 14 | 14 | 14 | 13 | 11 | 11 | 7  | 7  | 7  | 6  |
| Real Unión       | 11 | 5  | 9  | 9  | 7  | 8  | 4  | 7  | 5  | 7  | 9  | 9  | 7  | 4  | 3  | 2  | 3  | 3  | 5  | 7  | 5  | 5  | 5  | 10 | 10 | 11 | 8  | 11 | 8  | 8  | 6  | 5  | 5  | 5  | 5  | 6  | 6  | 7  |
| Bilbao Ath.      | 2  | 1  | 1  | 3  | 2  | 4  | 7  | 3  | 1  | 3  | 6  | 4  | 9  | 8  | 9  | 7  | 7  | 6  | 7  | 3  | 3  | 4  | 4  | 5  | 6  | 6  | 7  | 6  | 7  | 7  | 9  | 10 | 12 | 12 | 8  | 8  | 8  | 8  |
| Arenas           | 6  | 8  | 5  | 8  | 5  | 6  | 8  | 4  | 9  | 11 | 8  | 5  | 3  | 3  | 5  | 5  | 6  | 8  | 9  | 11 | 12 | 13 | 12 | 9  | 9  | 10 | 10 | 8  | 9  | 10 | 11 | 11 | 10 | 9  | 11 | 9  | 10 | 9  |
| R.Sociedad B     | 14 | 16 | 17 | 17 | 13 | 14 | 16 | 17 | 16 | 17 | 16 | 16 | 17 | 16 | 14 | 15 | 11 | 12 | 13 | 14 | 13 | 12 | 11 | 12 | 12 | 13 | 12 | 13 | 10 | 9  | 8  | 7  | 7  | 8  | 10 | 11 | 9  | 10 |
| RM Castilla      | 5  | 9  | 6  | 5  | 3  | 5  | 11 | 12 | 8  | 8  | 7  | 8  | 6  | 6  | 7  | 8  | 8  | 9  | 8  | 4  | 7  | 9  | 8  | 7  | 4  | 4  | 4  | 4  | 4  | 6  | 5  | 6  | 6  | 7  | 9  | 10 | 11 | 11 |
| Gernika          | 15 | 6  | 13 | 15 | 17 | 17 | 19 | 15 | 18 | 19 | 19 | 19 | 18 | 18 | 15 | 11 | 9  | 7  | 3  | 5  | 6  | 7  | 6  | 6  | 7  | 7  | 9  | 10 | 12 | 12 | 12 | 12 | 13 | 13 | 13 | 13 | 12 | 12 |
| Barakaldo        | 1  | 7  | 3  | 2  | 6  | 7  | 9  | 8  | 7  | 4  | 4  | 6  | 8  | 9  | 8  | 9  | 12 | 13 | 11 | 12 | 10 | 10 | 10 | 11 | 11 | 8  | 6  | 7  | 6  | 5  | 7  | 8  | 9  | 10 | 12 | 12 | 14 | 13 |
| Amorebieta       | 17 | 19 | 19 | 19 | 19 | 20 | 18 | 14 | 13 | 15 | 17 | 17 | 15 | 17 | 17 | 18 | 18 | 18 | 18 | 18 | 18 | 18 | 18 | 18 | 18 | 18 | 18 | 18 | 18 | 18 | 17 | 17 | 15 | 14 | 14 | 14 | 13 | 14 |
| Navalcarnero     | 4  | 11 | 14 | 11 | 11 | 11 | 10 | 10 | 12 | 13 | 10 | 12 | 10 | 10 | 10 | 10 | 10 | 11 | 10 | 10 | 11 | 11 | 13 | 13 | 13 | 12 | 11 | 12 | 13 | 13 | 13 | 14 | 14 | 15 | 15 | 15 | 15 | 15 |
| S.S. Reyes       | 7  | 12 | 4  | 10 | 14 | 10 | 6  | 9  | 11 | 9  | 12 | 11 | 13 | 15 | 18 | 16 | 17 | 15 | 17 | 17 | 16 | 17 | 16 | 15 | 14 | 14 | 14 | 15 | 15 | 15 | 16 | 15 | 16 | 17 | 17 | 16 | 16 | 16 |
| Mensajero        | 10 | 15 | 8  | 14 | 15 | 16 | 17 | 19 | 15 | 14 | 14 | 15 | 16 | 13 | 13 | 14 | 15 | 16 | 16 | 15 | 15 | 14 | 15 | 17 | 17 | 17 | 17 | 17 | 16 | 16 | 15 | 16 | 17 | 16 | 16 | 17 | 17 | 17 |
| Socuéllamos      | 20 | 13 | 12 | 6  | 12 | 13 | 15 | 16 | 19 | 16 | 15 | 14 | 14 | 12 | 16 | 17 | 16 | 17 | 15 | 16 | 17 | 16 | 17 | 16 | 16 | 16 | 16 | 16 | 17 | 17 | 18 | 18 | 18 | 18 | 18 | 19 | 19 | 18 |
| Sestao           | 13 | 18 | 18 | 13 | 16 | 15 | 14 | 18 | 17 | 18 | 18 | 18 | 19 | 19 | 19 | 19 | 19 | 19 | 19 | 19 | 19 | 20 | 19 | 19 | 19 | 19 | 19 | 19 | 19 | 19 | 19 | 19 | 19 | 19 | 19 | 18 | 18 | 19 |
| Zamudio          | 19 | 20 | 20 | 20 | 20 | 19 | 20 | 20 | 20 | 20 | 20 | 20 | 20 | 20 | 20 | 20 | 20 | 20 | 20 | 20 | 20 | 19 | 20 | 20 | 20 | 20 | 20 | 20 | 20 | 20 | 20 | 20 | 20 | 20 | 20 | 20 | 20 | 20 |

#### Resultados
| Local \ Visitante             | Alb | Amo | Are | Bar | Bil | Fue | Ger | Lei | Log | Men | Nav | RMa | RMC | RSo | RUn | SSR | Ses | Soc | Tol | Zam |
| ----------------------------- | --- | --- | --- | --- | --- | --- | --- | --- | --- | --- | --- | --- | --- | --- | --- | --- | --- | --- | --- | --- |
| Albacete Balompié             | —   | 1–0 | 2–1 | 3–0 | 0–0 | 0–4 | 3–2 | 1–2 | 1–0 | 3–0 | 3–0 | 0–1 | 0–0 | 0–1 | 2–0 | 3–0 | 0–0 | 1–1 | 0–1 | 3–0 |
| SD Amorebieta                 | 0–1 | —   | 2–2 | 2–2 | 2–1 | 2–1 | 3–1 | 1–3 | 1–0 | 1–1 | 0–0 | 1–0 | 2–2 | 0–0 | 3–1 | 2–1 | 2–1 | 4–1 | 1–2 | 1–0 |
| Arenas Club                   | 3–1 | 2–1 | —   | 1–1 | 0–0 | 2–1 | 2–4 | 4–3 | 1–2 | 1–0 | 1–0 | 2–2 | 1–1 | 1–1 | 0–0 | 1–1 | 0–0 | 1–0 | 2–0 | 2–1 |
| Barakaldo CF                  | 1–1 | 0–1 | 2–1 | —   | 1–0 | 1–1 | 0–1 | 1–2 | 0–0 | 4–0 | 3–2 | 1–1 | 1–1 | 1–2 | 0–1 | 0–0 | 1–1 | 4–0 | 3–0 | 2–0 |
| Bilbao Athletic               | 1–2 | 0–0 | 1–1 | 0–1 | —   | 1–0 | 2–1 | 2–2 | 1–1 | 1–1 | 1–0 | 2–0 | 2–1 | 1–0 | 1–2 | 1–0 | 0–0 | 3–0 | 3–0 | 5–0 |
| CF Fuenlabrada                | 1–2 | 1–0 | 1–0 | 1–1 | 0–0 | —   | 4–2 | 1–0 | 2–1 | 3–0 | 0–2 | 3–2 | 1–1 | 2–0 | 1–0 | 3–2 | 2–1 | 1–0 | 0–1 | 4–2 |
| SD Gernika                    | 2–1 | 0–0 | 2–0 | 2–0 | 1–0 | 1–2 | —   | 0–1 | 1–0 | 0–0 | 4–1 | 0–1 | 0–0 | 0–0 | 2–2 | 1–1 | 1–0 | 3–2 | 1–0 | 1–1 |
| SD Leioa                      | 0–0 | 2–3 | 2–2 | 2–0 | 1–3 | 0–0 | 1–1 | —   | 1–1 | 2–0 | 2–0 | 1–2 | 1–1 | 1–0 | 2–0 | 3–0 | 1–1 | 0–1 | 2–1 | 2–2 |
| UD Logroñés                   | 3–4 | 2–1 | 0–0 | 0–1 | 5–3 | 1–1 | 5–1 | 1–1 | —   | 1–2 | 4–0 | 1–0 | 4–0 | 0–0 | 1–0 | 0–0 | 1–1 | 2–0 | 1–0 | 1–1 |
| CD Mensajero                  | 1–2 | 3–2 | 1–2 | 1–1 | 1–0 | 1–1 | 3–2 | 1–2 | 0–1 | —   | 1–1 | 0–0 | 2–2 | 2–1 | 1–1 | 2–0 | 4–1 | 1–1 | 0–1 | 5–1 |
| CDA Navalcarnero              | 1–3 | 2–0 | 2–0 | 0–1 | 0–1 | 0–0 | 1–1 | 0–2 | 2–1 | 1–1 | —   | 1–1 | 2–0 | 1–1 | 2–0 | 1–1 | 2–0 | 3–1 | 0–0 | 2–0 |
| CF Rayo Majadahonda           | 0–0 | 2–0 | 3–2 | 1–2 | 1–0 | 1–1 | 2–0 | 2–2 | 1–0 | 3–0 | 0–0 | —   | 0–1 | 3–3 | 2–0 | 2–0 | 1–1 | 1–0 | 0–0 | 2–0 |
| Real Madrid Castilla          | 3–1 | 3–2 | 1–3 | 2–1 | 1–0 | 2–1 | 0–0 | 1–0 | 0–4 | 0–1 | 1–1 | 0–1 | —   | 3–2 | 1–2 | 1–1 | 2–0 | 3–0 | 0–2 | 1–0 |
| Real Sociedad "B"             | 2–2 | 1–0 | 4–2 | 0–0 | 1–0 | 1–2 | 4–0 | 1–3 | 0–2 | 0–0 | 3–1 | 4–0 | 1–2 | —   | 1–1 | 3–1 | 0–0 | 3–2 | 1–1 | 5–0 |
| Real Unión Club               | 0–0 | 1–0 | 0–0 | 2–2 | 3–1 | 1–0 | 2–2 | 2–1 | 0–0 | 0–0 | 1–3 | 2–0 | 1–0 | 2–2 | —   | 1–1 | 1–0 | 1–1 | 1–0 | 2–1 |
| UD San Sebastián de los Reyes | 2–1 | 2–1 | 1–4 | 2–3 | 1–1 | 5–1 | 2–1 | 0–1 | 1–2 | 0–1 | 0–1 | 4–1 | 2–1 | 1–0 | 3–0 | —   | 0–1 | 1–0 | 2–3 | 2–0 |
| Sestao River Club             | 1–3 | 1–0 | 1–2 | 3–2 | 0–1 | 0–2 | 2–1 | 1–1 | 0–1 | 1–1 | 1–0 | 0–0 | 1–0 | 1–4 | 0–2 | 1–3 | —   | 0–0 | 1–1 | 2–0 |
| UD Socuéllamos CF             | 2–4 | 2–1 | 1–0 | 2–1 | 1–2 | 1–3 | 2–2 | 2–0 | 2–1 | 1–1 | 2–2 | 0–0 | 1–3 | 2–0 | 0–3 | 2–3 | 3–1 | —   | 0–1 | 3–0 |
| CD Toledo                     | 0–6 | 1–1 | 1–0 | 2–1 | 1–1 | 1–0 | 1–1 | 3–0 | 1–0 | 2–0 | 0–0 | 0–1 | 1–0 | 1–0 | 1–0 | 0–1 | 1–0 | 1–0 | —   | 5–1 |
| SD Zamudio                    | 0–4 | 1–4 | 0–1 | 1–0 | 1–3 | 4–2 | 1–2 | 0–1 | 2–0 | 1–1 | 1–1 | 1–3 | 2–2 | 2–3 | 1–1 | 1–0 | 0–2 | 1–3 | 3–1 | —   |

### Grupo III

#### Clasificación
| Pos. | Equipo                     | Pts. | PJ | G  | E  | P  | GF | GC | Dif. | Clasificación                                   |
| ---- | -------------------------- | ---- | -- | -- | -- | -- | -- | -- | ---- | ----------------------------------------------- |
| 1    | F. C. Barcelona "B" (A)    | 82   | 38 | 25 | 7  | 6  | 83 | 29 | +54  | Acceso a Promoción de ascenso para campeones    |
| 2    | C. D. Alcoyano             | 67   | 38 | 18 | 13 | 7  | 56 | 32 | +24  | Acceso a Promoción de ascenso para no campeones |
| 3    | Valencia C. F. Mestalla    | 65   | 38 | 17 | 14 | 7  | 59 | 45 | +14  | Acceso a Promoción de ascenso para no campeones |
| 4    | C. D. Atlético Baleares    | 61   | 38 | 16 | 13 | 9  | 47 | 33 | +14  | Acceso a Promoción de ascenso para no campeones |
| 5    | C. F. Badalona             | 60   | 38 | 15 | 15 | 8  | 48 | 34 | +14  |                                                 |
| 6    | Villarreal C. F. "B"       | 60   | 38 | 16 | 12 | 10 | 57 | 40 | +17  |                                                 |
| 7    | Hércules C. F.             | 57   | 38 | 17 | 6  | 15 | 50 | 40 | +10  |                                                 |
| 8    | Lleida Esportiu            | 56   | 38 | 15 | 11 | 12 | 41 | 41 | 0    |                                                 |
| 9    | U. E. Cornellà             | 52   | 38 | 13 | 13 | 12 | 44 | 46 | −2   |                                                 |
| 10   | C. F. Gavà (D)             | 50   | 38 | 13 | 11 | 14 | 48 | 50 | −2   | Descenso a Tercera División                     |
| 11   | Atlético Saguntino         | 49   | 38 | 12 | 13 | 13 | 42 | 40 | +2   |                                                 |
| 12   | C. D. Ebro                 | 49   | 38 | 11 | 16 | 11 | 33 | 38 | −5   |                                                 |
| 13   | R. C. D. Mallorca "B" (D)  | 48   | 38 | 11 | 15 | 12 | 34 | 35 | −1   | Descenso a Tercera División                     |
| 14   | U. E. Llagostera           | 47   | 38 | 12 | 11 | 15 | 40 | 47 | −7   |                                                 |
| 15   | C. E. Sabadell F. C.       | 46   | 38 | 9  | 19 | 10 | 37 | 39 | −2   |                                                 |
| 16   | Atlético Levante U. D. (D) | 42   | 38 | 8  | 18 | 12 | 33 | 34 | −1   | Acceso a Promoción de permanencia               |
| 17   | C. E. L'Hospitalet (D)     | 38   | 38 | 9  | 11 | 18 | 33 | 58 | −25  | Descenso a Tercera División                     |
| 18   | R. C. D. Espanyol "B" (D)  | 36   | 38 | 8  | 12 | 18 | 37 | 50 | −13  | Descenso a Tercera División                     |
| 19   | A. E. Prat (D)             | 35   | 38 | 7  | 14 | 17 | 27 | 43 | −16  | Descenso a Tercera División                     |
| 20   | C. D. Eldense (D)          | 15   | 38 | 3  | 6  | 29 | 23 | 98 | −75  | Descenso a Tercera División                     |

 Fuente: BDFutbol
Criterios de clasificación: Puntos · Enfrentamientos directos · Diferencia de goles · Goles a favor · Play-off
Notas:
1. ↑  El C. F. Gavà descendió a Tercera división por impagos a sus jugadores.[3]
2. ↑  El R. C. D. Mallorca "B" descendió a Tercera división por arrastre tras el descenso del primer equipo a Segunda B.

#### Evolución de la clasificación
| Equipo / Jornada | 1  | 2  | 3  | 4  | 5  | 6  | 7  | 8  | 9  | 10 | 11 | 12 | 13 | 14 | 15 | 16 | 17 | 18 | 19 | 20 | 21 | 22 | 23 | 24 | 25 | 26 | 27 | 28 | 29 | 30 | 31 | 32 | 33 | 34 | 35 | 36 | 37 | 38 |
| Equipo / Jornada |    |    |    |    |    |    |    |    |    |    |    |    |    |    |    |    |    |    |    |    |    |    |    |    |    |    |    |    |    |    |    |    |    |    |    |    |    |    |
| ---------------- | -- | -- | -- | -- | -- | -- | -- | -- | -- | -- | -- | -- | -- | -- | -- | -- | -- | -- | -- | -- | -- | -- | -- | -- | -- | -- | -- | -- | -- | -- | -- | -- | -- | -- | -- | -- | -- | -- |
| Barcelona B      | 3  | 1  | 1  | 2  | 1  | 1  | 2  | 4  | 4  | 3  | 1  | 1  | 1  | 2  | 1  | 1  | 1  | 1  | 1  | 1  | 1  | 1  | 1  | 1  | 1  | 1  | 1  | 1  | 1  | 1  | 1  | 1  | 1  | 1  | 1  | 1  | 1  | 1  |
| Alcoyano         | 5  | 5  | 6  | 5  | 5  | 4  | 5  | 2  | 2  | 1  | 3  | 2  | 2  | 1  | 2  | 2  | 2  | 2  | 2  | 2  | 2  | 2  | 2  | 2  | 2  | 2  | 2  | 2  | 2  | 2  | 2  | 2  | 2  | 2  | 2  | 2  | 2  | 2  |
| V.Mestalla       | 2  | 2  | 2  | 3  | 2  | 2  | 1  | 3  | 6  | 4  | 2  | 3  | 3  | 5  | 4  | 3  | 5  | 5  | 5  | 5  | 4  | 5  | 5  | 3  | 3  | 3  | 3  | 3  | 4  | 3  | 3  | 3  | 3  | 3  | 3  | 3  | 3  | 3  |
| At.Baleares      | 9  | 4  | 4  | 6  | 8  | 8  | 10 | 8  | 5  | 8  | 9  | 6  | 5  | 7  | 7  | 7  | 7  | 8  | 9  | 8  | 8  | 7  | 7  | 7  | 7  | 7  | 7  | 7  | 9  | 7  | 6  | 6  | 5  | 6  | 6  | 6  | 5  | 4  |
| Badalona         | 7  | 8  | 8  | 7  | 6  | 6  | 6  | 7  | 8  | 6  | 6  | 7  | 6  | 4  | 5  | 4  | 3  | 3  | 3  | 4  | 3  | 4  | 3  | 4  | 5  | 4  | 4  | 4  | 3  | 4  | 4  | 4  | 4  | 4  | 4  | 4  | 4  | 5  |
| Villarreal B     | 13 | 12 | 17 | 12 | 12 | 14 | 12 | 13 | 14 | 11 | 11 | 12 | 13 | 9  | 9  | 8  | 8  | 9  | 6  | 6  | 6  | 6  | 6  | 6  | 6  | 6  | 6  | 6  | 7  | 6  | 5  | 5  | 6  | 5  | 5  | 5  | 6  | 6  |
| Hércules         | 1  | 9  | 13 | 9  | 10 | 7  | 8  | 6  | 3  | 5  | 5  | 4  | 4  | 3  | 3  | 6  | 4  | 4  | 4  | 3  | 5  | 3  | 4  | 5  | 4  | 5  | 5  | 5  | 5  | 5  | 7  | 7  | 7  | 7  | 8  | 8  | 7  | 7  |
| Lleida           | 17 | 17 | 14 | 14 | 14 | 15 | 14 | 17 | 16 | 18 | 15 | 13 | 16 | 18 | 19 | 18 | 16 | 18 | 15 | 11 | 11 | 10 | 8  | 10 | 8  | 9  | 8  | 8  | 6  | 8  | 8  | 8  | 8  | 9  | 7  | 7  | 8  | 8  |
| Cornellà         | 6  | 7  | 7  | 4  | 3  | 5  | 4  | 5  | 7  | 9  | 8  | 10 | 8  | 6  | 6  | 5  | 6  | 6  | 7  | 9  | 7  | 8  | 9  | 9  | 10 | 12 | 12 | 11 | 13 | 11 | 11 | 11 | 11 | 11 | 11 | 10 | 9  | 9  |
| Gavà             | 20 | 15 | 16 | 16 | 16 | 12 | 16 | 10 | 15 | 17 | 19 | 18 | 19 | 15 | 15 | 15 | 12 | 13 | 13 | 15 | 16 | 16 | 18 | 18 | 17 | 15 | 17 | 15 | 16 | 16 | 14 | 14 | 14 | 15 | 14 | 13 | 13 | 10 |
| At.Saguntino     | 18 | 20 | 20 | 18 | 17 | 17 | 18 | 16 | 18 | 14 | 10 | 11 | 11 | 13 | 10 | 10 | 10 | 11 | 10 | 13 | 12 | 12 | 13 | 12 | 12 | 8  | 10 | 9  | 8  | 10 | 10 | 10 | 10 | 8  | 9  | 9  | 10 | 11 |
| Ebro             | 8  | 3  | 3  | 1  | 4  | 3  | 3  | 1  | 1  | 2  | 4  | 5  | 7  | 8  | 8  | 9  | 9  | 7  | 8  | 7  | 9  | 9  | 10 | 8  | 9  | 10 | 9  | 10 | 10 | 9  | 9  | 9  | 9  | 10 | 10 | 12 | 11 | 12 |
| Mallorca B       | 14 | 18 | 15 | 17 | 18 | 18 | 17 | 15 | 11 | 13 | 16 | 16 | 12 | 12 | 13 | 13 | 13 | 14 | 16 | 18 | 18 | 17 | 15 | 13 | 14 | 14 | 13 | 12 | 11 | 12 | 12 | 12 | 12 | 12 | 12 | 11 | 12 | 13 |
| Llagostera       | 11 | 14 | 11 | 15 | 15 | 16 | 15 | 18 | 12 | 10 | 13 | 8  | 9  | 10 | 14 | 14 | 15 | 15 | 14 | 17 | 13 | 13 | 11 | 14 | 15 | 16 | 16 | 17 | 14 | 14 | 15 | 15 | 15 | 13 | 13 | 14 | 14 | 14 |
| Sabadell         | 15 | 10 | 5  | 10 | 9  | 11 | 11 | 11 | 9  | 12 | 12 | 14 | 15 | 14 | 12 | 12 | 14 | 10 | 11 | 10 | 10 | 14 | 12 | 11 | 11 | 11 | 11 | 13 | 12 | 13 | 13 | 13 | 13 | 14 | 15 | 15 | 15 | 15 |
| At.Levante       | 16 | 16 | 18 | 19 | 19 | 19 | 19 | 19 | 19 | 16 | 17 | 19 | 14 | 16 | 16 | 16 | 18 | 17 | 19 | 19 | 19 | 19 | 19 | 19 | 19 | 19 | 18 | 18 | 18 | 18 | 19 | 19 | 16 | 16 | 17 | 16 | 16 | 16 |
| L'Hospitalet     | 4  | 6  | 10 | 8  | 7  | 10 | 7  | 9  | 13 | 15 | 14 | 15 | 17 | 19 | 18 | 19 | 17 | 16 | 18 | 16 | 17 | 18 | 16 | 17 | 18 | 18 | 15 | 16 | 17 | 17 | 17 | 17 | 18 | 19 | 19 | 18 | 17 | 17 |
| Espanyol B       | 10 | 13 | 9  | 13 | 13 | 9  | 13 | 14 | 17 | 19 | 18 | 17 | 18 | 17 | 17 | 17 | 19 | 19 | 17 | 12 | 14 | 11 | 14 | 15 | 13 | 13 | 14 | 14 | 15 | 15 | 16 | 16 | 17 | 18 | 16 | 17 | 18 | 18 |
| Prat             | 19 | 11 | 12 | 11 | 11 | 13 | 9  | 12 | 10 | 7  | 7  | 9  | 10 | 11 | 11 | 11 | 11 | 12 | 12 | 14 | 15 | 15 | 17 | 16 | 16 | 17 | 19 | 19 | 19 | 19 | 18 | 18 | 19 | 17 | 18 | 19 | 19 | 19 |
| Eldense          | 12 | 19 | 19 | 20 | 20 | 20 | 20 | 20 | 20 | 20 | 20 | 20 | 20 | 20 | 20 | 20 | 20 | 20 | 20 | 20 | 20 | 20 | 20 | 20 | 20 | 20 | 20 | 20 | 20 | 20 | 20 | 20 | 20 | 20 | 20 | 20 | 20 | 20 |

#### Resultados
| Local \ Visitante       | Alc | AtB | AtL | AtS | Bad | Bar  | Cor | Ebr | Eld  | Esp | Gav | Her | LHo | Lla | Lle | Mal | Pra | Sab | Val | Vil |
| ----------------------- | --- | --- | --- | --- | --- | ---- | --- | --- | ---- | --- | --- | --- | --- | --- | --- | --- | --- | --- | --- | --- |
| CD Alcoyano             | —   | 1–1 | 2–2 | 0–2 | 0–0 | 3–2  | 1–1 | 2–0 | 4–2  | 3–0 | 2–1 | 3–0 | 3–1 | 2–0 | 3–1 | 1–0 | 3–2 | 0–0 | 3–0 | 0–0 |
| CD Atlético Baleares    | 1–0 | —   | 1–1 | 1–1 | 0–1 | 2–1  | 1–0 | 1–1 | 5–0  | 0–0 | 2–2 | 0–1 | 2–0 | 0–0 | 2–1 | 2–1 | 1–0 | 1–1 | 1–0 | 2–2 |
| Atlético Levante UD     | 0–0 | 0–1 | —   | 0–1 | 4–1 | 0–0  | 0–1 | 1–1 | 0–0  | 2–0 | 2–1 | 3–1 | 0–1 | 2–0 | 0–0 | 1–2 | 1–0 | 0–0 | 1–1 | 1–1 |
| Atlético Saguntino      | 1–0 | 0–0 | 0–0 | —   | 0–0 | 1–3  | 1–2 | 1–2 | 5–2  | 3–0 | 0–0 | 0–0 | 4–1 | 1–1 | 1–0 | 0–0 | 3–0 | 0–1 | 2–2 | 1–1 |
| CF Badalona             | 1–1 | 3–1 | 3–1 | 0–2 | —   | 0–2  | 1–1 | 1–1 | 6–0  | 1–0 | 1–0 | 0–0 | 1–0 | 0–1 | 1–0 | 0–0 | 0–0 | 1–2 | 2–0 | 1–0 |
| FC Barcelona "B"        | 1–1 | 2–1 | 1–1 | 3–1 | 1–3 | —    | 0–1 | 3–0 | 12–0 | 1–1 | 4–0 | 2–0 | 4–0 | 4–0 | 1–0 | 2–1 | 2–0 | 2–0 | 3–1 | 3–2 |
| UE Cornellà             | 1–0 | 0–0 | 2–1 | 1–1 | 1–1 | 0–2  | —   | 2–0 | 3–1  | 0–0 | 0–4 | 2–2 | 2–0 | 1–1 | 3–2 | 1–2 | 1–2 | 0–0 | 1–2 | 1–0 |
| CD Ebro                 | 1–1 | 0–0 | 0–1 | 1–2 | 2–0 | 1–2  | 0–0 | —   | 1–0  | 0–0 | 0–0 | 1–0 | 1–1 | 2–0 | 2–1 | 2–2 | 2–0 | 0–0 | 1–1 | 0–0 |
| CD Eldense              | 0–2 | 0–5 | 1–3 | 0–1 | 1–4 | 0–12 | 4–4 | 2–2 | —    | 0–2 | 0–1 | 0–2 | 1–2 | 2–0 | 0–0 | 1–1 | 1–0 | 0–5 | 0–2 | 0–1 |
| RCD Espanyol "B"        | 0–2 | 1–3 | 0–0 | 1–2 | 2–3 | 0–2  | 2–0 | 1–2 | 3–2  | —   | 1–2 | 2–2 | 3–2 | 2–0 | 1–1 | 0–0 | 3–1 | 3–0 | 0–1 | 0–2 |
| CF Gavà                 | 1–1 | 1–2 | 2–1 | 4–0 | 2–0 | 1–0  | 3–1 | 1–2 | 2–1  | 2–1 | —   | 0–4 | 1–1 | 0–2 | 3–1 | 0–0 | 2–2 | 1–0 | 4–5 | 1–1 |
| Hércules de Alicante CF | 1–3 | 2–0 | 1–0 | 2–0 | 1–3 | 1–3  | 1–0 | 2–0 | 5–0  | 2–1 | 2–1 | —   | 1–1 | 1–0 | 2–0 | 4–0 | 0–2 | 1–0 | 0–2 | 2–3 |
| CE L'Hospitalet         | 2–1 | 0–4 | 1–0 | 1–0 | 0–0 | 2–2  | 1–2 | 1–0 | 2–0  | 0–0 | 1–1 | 0–2 | —   | 1–0 | 2–3 | 0–1 | 0–0 | 2–1 | 1–2 | 2–2 |
| UE Llagostera           | 1–2 | 2–1 | 2–0 | 2–0 | 2–2 | 0–2  | 3–0 | 3–0 | 2–0  | 1–1 | 1–0 | 2–1 | 1–1 | —   | 0–1 | 0–1 | 2–1 | 1–1 | 1–1 | 2–2 |
| Club Lleida Esportiu    | 2–1 | 1–0 | 1–1 | 2–1 | 3–2 | 0–2  | 0–2 | 1–0 | 2–0  | 1–1 | 0–0 | 1–0 | 2–1 | 2–1 | —   | 2–1 | 2–0 | 3–2 | 1–1 | 1–1 |
| RCD Mallorca "B"        | 0–1 | 0–0 | 0–0 | 2–1 | 0–0 | 2–3  | 0–3 | 0–0 | 0–1  | 1–1 | 2–1 | 0–2 | 3–1 | 4–0 | 0–0 | —   | 0–0 | 0–0 | 1–0 | 0–1 |
| AE Prat                 | 2–1 | 0–1 | 0–0 | 1–0 | 0–0 | 0–0  | 1–1 | 0–1 | 1–0  | 1–0 | 0–1 | 1–1 | 4–0 | 1–1 | 1–1 | 0–2 | —   | 1–1 | 1–1 | 0–0 |
| CE Sabadell FC          | 1–1 | 1–0 | 2–2 | 1–1 | 0–2 | 1–1  | 0–0 | 0–1 | 1–1  | 3–2 | 2–0 | 1–0 | 0–0 | 0–3 | 1–1 | 1–1 | 3–1 | —   | 1–1 | 1–0 |
| Valencia CF Mestalla    | 1–1 | 5–0 | 1–1 | 0–0 | 1–1 | 0–4  | 2–1 | 3–3 | 2–0  | 2–1 | 4–1 | 1–0 | 3–1 | 1–1 | 1–0 | 0–2 | 3–0 | 2–2 | —   | 3–2 |
| Villarreal CF "B"       | 0–1 | 1–2 | 2–0 | 3–2 | 2–2 | 2–0  | 4–2 | 2–0 | 4–0  | 0–1 | 1–1 | 2–1 | 1–0 | 4–1 | 0–1 | 3–2 | 2–1 | 3–1 | 0–1 | —   |

### Grupo IV

#### Clasificación
| Pos. | Equipo                        | Pts. | PJ | G  | E  | P  | GF | GC | Dif. | Clasificación                                   |
| ---- | ----------------------------- | ---- | -- | -- | -- | -- | -- | -- | ---- | ----------------------------------------------- |
| 1    | Lorca F. C. (A)               | 73   | 38 | 21 | 10 | 7  | 52 | 39 | +13  | Acceso a Promoción de ascenso para campeones    |
| 2    | Real Murcia C. F.             | 67   | 38 | 19 | 10 | 9  | 48 | 29 | +19  | Acceso a Promoción de ascenso para no campeones |
| 3    | C. F. Villanovense            | 66   | 38 | 18 | 12 | 8  | 55 | 32 | +23  | Acceso a Promoción de ascenso para no campeones |
| 4    | F. C. Cartagena               | 65   | 38 | 18 | 11 | 9  | 49 | 35 | +14  | Acceso a Promoción de ascenso para no campeones |
| 5    | A. D. Mérida                  | 64   | 38 | 18 | 10 | 10 | 51 | 33 | +18  |                                                 |
| 6    | U. D. Melilla                 | 60   | 38 | 14 | 18 | 6  | 39 | 25 | +14  |                                                 |
| 7    | Marbella F. C.                | 58   | 38 | 16 | 10 | 12 | 46 | 45 | +1   |                                                 |
| 8    | Granada C. F. "B"             | 53   | 38 | 14 | 11 | 13 | 60 | 48 | +12  |                                                 |
| 9    | R. B. Linense                 | 52   | 38 | 13 | 13 | 12 | 41 | 48 | −7   |                                                 |
| 10   | F. C. Jumilla                 | 48   | 38 | 12 | 12 | 14 | 32 | 37 | −5   |                                                 |
| 11   | Córdoba C. F. "B"             | 48   | 38 | 12 | 12 | 14 | 43 | 42 | +1   |                                                 |
| 12   | R. C. Recreativo de Huelva    | 47   | 38 | 10 | 17 | 11 | 35 | 41 | −6   |                                                 |
| 13   | Extremadura U. D.             | 46   | 38 | 11 | 13 | 14 | 37 | 48 | −11  |                                                 |
| 14   | C. D. El Ejido 2012           | 46   | 38 | 13 | 7  | 18 | 40 | 47 | −7   |                                                 |
| 15   | San Fernando C. D.            | 46   | 38 | 13 | 7  | 18 | 42 | 52 | −10  |                                                 |
| 16   | Linares Deportivo (D)         | 45   | 38 | 12 | 9  | 17 | 40 | 46 | −6   | Acceso a Promoción de permanencia               |
| 17   | Atlético Sanluqueño C. F. (D) | 39   | 38 | 10 | 9  | 19 | 36 | 41 | −5   | Descenso a Tercera División                     |
| 18   | Atlético Mancha Real (D)      | 38   | 38 | 10 | 8  | 20 | 44 | 64 | −20  | Descenso a Tercera División                     |
| 19   | Real Jaén C. F. (D)           | 37   | 38 | 7  | 16 | 15 | 37 | 43 | −6   | Descenso a Tercera División                     |
| 20   | La Roda C. F. (D)             | 28   | 38 | 5  | 13 | 20 | 36 | 58 | −22  | Descenso a Tercera División                     |

 Fuente: BDFutbol
Criterios de clasificación: Puntos · Enfrentamientos directos · Diferencia de goles · Goles a favor · Play-off

#### Evolución de la clasificación
| Equipo / Jornada | 1  | 2  | 3  | 4  | 5  | 6  | 7  | 8  | 9  | 10 | 11 | 12 | 13 | 14 | 15 | 16 | 17 | 18 | 19 | 20 | 21 | 22 | 23 | 24 | 25 | 26 | 27 | 28 | 29 | 30 | 31 | 32 | 33 | 34 | 35 | 36 | 37 | 38 |
| Equipo / Jornada |    |    |    |    |    |    |    |    |    |    |    |    |    |    |    |    |    |    |    |    |    |    |    |    |    |    |    |    |    |    |    |    |    |    |    |    |    |    |
| ---------------- | -- | -- | -- | -- | -- | -- | -- | -- | -- | -- | -- | -- | -- | -- | -- | -- | -- | -- | -- | -- | -- | -- | -- | -- | -- | -- | -- | -- | -- | -- | -- | -- | -- | -- | -- | -- | -- | -- |
| Lorca            | 7  | 6  | 9  | 15 | 11 | 14 | 10 | 6  | 7  | 6  | 6  | 4  | 5  | 3  | 4  | 3  | 4  | 4  | 4  | 2  | 2  | 2  | 2  | 2  | 1  | 2  | 1  | 1  | 1  | 1  | 1  | 1  | 2  | 1  | 1  | 1  | 1  | 1  |
| Murcia           | 5  | 10 | 5  | 8  | 8  | 12 | 8  | 13 | 14 | 11 | 11 | 11 | 10 | 11 | 10 | 7  | 6  | 9  | 7  | 7  | 7  | 7  | 7  | 7  | 7  | 8  | 8  | 8  | 8  | 6  | 6  | 7  | 6  | 6  | 4  | 4  | 3  | 2  |
| Villanovense     | 11 | 8  | 8  | 6  | 4  | 5  | 5  | 3  | 4  | 4  | 4  | 5  | 3  | 5  | 5  | 4  | 3  | 3  | 3  | 4  | 4  | 4  | 4  | 4  | 5  | 4  | 5  | 4  | 3  | 3  | 3  | 3  | 4  | 3  | 3  | 3  | 2  | 3  |
| Cartagena        | 4  | 2  | 2  | 3  | 2  | 2  | 2  | 4  | 3  | 2  | 2  | 2  | 2  | 1  | 1  | 1  | 1  | 1  | 1  | 1  | 1  | 1  | 1  | 1  | 2  | 1  | 2  | 2  | 2  | 2  | 2  | 2  | 1  | 2  | 2  | 2  | 4  | 4  |
| Mérida           | 18 | 15 | 19 | 17 | 19 | 19 | 19 | 17 | 18 | 15 | 17 | 13 | 11 | 9  | 7  | 8  | 7  | 5  | 6  | 8  | 8  | 9  | 10 | 8  | 8  | 6  | 4  | 5  | 5  | 7  | 7  | 5  | 5  | 4  | 5  | 5  | 5  | 5  |
| Melilla          | 3  | 5  | 3  | 2  | 3  | 3  | 4  | 5  | 5  | 5  | 5  | 6  | 7  | 7  | 8  | 11 | 9  | 7  | 8  | 6  | 5  | 5  | 5  | 5  | 6  | 5  | 6  | 6  | 6  | 5  | 5  | 6  | 3  | 5  | 6  | 6  | 6  | 6  |
| Marbella         | 2  | 1  | 1  | 1  | 1  | 1  | 1  | 1  | 1  | 1  | 1  | 1  | 1  | 2  | 2  | 2  | 2  | 2  | 2  | 3  | 3  | 3  | 3  | 3  | 3  | 3  | 3  | 3  | 4  | 4  | 4  | 4  | 7  | 7  | 7  | 7  | 7  | 7  |
| Granada B        | 12 | 4  | 4  | 5  | 7  | 10 | 13 | 7  | 10 | 13 | 15 | 16 | 17 | 15 | 15 | 15 | 15 | 11 | 11 | 12 | 10 | 11 | 8  | 9  | 9  | 10 | 10 | 10 | 9  | 9  | 9  | 9  | 9  | 8  | 8  | 8  | 9  | 8  |
| Linense          | 20 | 12 | 14 | 19 | 17 | 13 | 15 | 14 | 12 | 9  | 7  | 9  | 12 | 14 | 12 | 14 | 16 | 16 | 16 | 15 | 15 | 13 | 13 | 12 | 12 | 12 | 12 | 14 | 13 | 13 | 11 | 14 | 12 | 10 | 11 | 9  | 8  | 9  |
| Jumilla          | 14 | 11 | 6  | 4  | 5  | 4  | 3  | 2  | 2  | 3  | 3  | 3  | 4  | 4  | 3  | 5  | 5  | 6  | 5  | 5  | 6  | 6  | 6  | 6  | 4  | 7  | 7  | 7  | 7  | 8  | 8  | 8  | 8  | 9  | 9  | 10 | 11 | 10 |
| Córdoba B        | 6  | 9  | 13 | 11 | 9  | 11 | 14 | 16 | 16 | 12 | 12 | 12 | 14 | 16 | 16 | 16 | 14 | 15 | 15 | 16 | 13 | 14 | 15 | 15 | 16 | 17 | 18 | 15 | 15 | 14 | 15 | 15 | 13 | 11 | 10 | 11 | 10 | 11 |
| Recreativo       | 15 | 17 | 16 | 10 | 15 | 16 | 16 | 12 | 13 | 16 | 13 | 15 | 16 | 17 | 17 | 17 | 17 | 17 | 17 | 17 | 16 | 17 | 18 | 16 | 17 | 14 | 13 | 12 | 12 | 11 | 12 | 10 | 10 | 14 | 15 | 13 | 14 | 12 |
| Extremadura      | 9  | 16 | 12 | 14 | 16 | 17 | 17 | 18 | 19 | 20 | 20 | 19 | 19 | 18 | 18 | 18 | 18 | 19 | 19 | 19 | 18 | 19 | 19 | 19 | 19 | 19 | 15 | 16 | 17 | 16 | 18 | 16 | 16 | 16 | 16 | 14 | 13 | 13 |
| El Ejido         | 19 | 20 | 15 | 9  | 13 | 15 | 11 | 10 | 9  | 7  | 10 | 8  | 9  | 8  | 9  | 12 | 12 | 14 | 14 | 14 | 17 | 15 | 16 | 17 | 14 | 13 | 16 | 17 | 14 | 15 | 13 | 11 | 15 | 12 | 13 | 12 | 12 | 14 |
| S.Fernando       | 16 | 18 | 20 | 18 | 12 | 7  | 7  | 11 | 8  | 10 | 8  | 10 | 8  | 10 | 13 | 10 | 8  | 8  | 10 | 9  | 9  | 10 | 11 | 11 | 11 | 11 | 11 | 11 | 11 | 12 | 14 | 12 | 14 | 15 | 12 | 15 | 16 | 15 |
| Linares          | 17 | 19 | 18 | 12 | 10 | 6  | 9  | 9  | 6  | 8  | 9  | 7  | 6  | 6  | 6  | 6  | 10 | 10 | 9  | 10 | 11 | 8  | 9  | 10 | 10 | 9  | 9  | 9  | 10 | 10 | 10 | 13 | 11 | 13 | 14 | 16 | 15 | 16 |
| At.Sanluqueño    | 8  | 13 | 11 | 16 | 18 | 18 | 20 | 20 | 20 | 19 | 19 | 20 | 20 | 20 | 20 | 20 | 20 | 20 | 20 | 20 | 20 | 20 | 20 | 20 | 20 | 20 | 19 | 19 | 19 | 20 | 19 | 19 | 19 | 18 | 18 | 18 | 18 | 17 |
| At.M.Real        | 10 | 7  | 10 | 13 | 14 | 9  | 6  | 8  | 11 | 14 | 16 | 17 | 15 | 13 | 11 | 9  | 11 | 12 | 12 | 11 | 12 | 12 | 12 | 13 | 13 | 15 | 14 | 13 | 16 | 17 | 17 | 18 | 18 | 19 | 19 | 19 | 19 | 18 |
| Jaén             | 1  | 3  | 7  | 7  | 6  | 8  | 12 | 15 | 15 | 17 | 14 | 14 | 13 | 12 | 14 | 13 | 13 | 13 | 13 | 13 | 14 | 16 | 14 | 14 | 15 | 16 | 17 | 18 | 18 | 18 | 16 | 17 | 17 | 17 | 17 | 17 | 17 | 19 |
| La Roda          | 13 | 14 | 17 | 20 | 20 | 20 | 18 | 19 | 17 | 18 | 18 | 18 | 18 | 19 | 19 | 19 | 19 | 18 | 18 | 18 | 19 | 18 | 17 | 18 | 18 | 18 | 20 | 20 | 20 | 19 | 20 | 20 | 20 | 20 | 20 | 20 | 20 | 20 |

#### Resultados
| Local \ Visitante      | AtM | AtS | Car | Cor | Eji | Ext | Gra | Jae | Jum | LaR | LiD | Lin | Lor | Mar | Mel | Mer | Mur | Rec | San | Vil |
| ---------------------- | --- | --- | --- | --- | --- | --- | --- | --- | --- | --- | --- | --- | --- | --- | --- | --- | --- | --- | --- | --- |
| Atlético Mancha Real   | —   | 4–0 | 0–2 | 0–1 | 3–2 | 1–2 | 1–0 | 1–1 | 0–0 | 1–0 | 2–3 | 1–3 | 0–1 | 1–2 | 0–0 | 0–1 | 3–1 | 1–2 | 2–1 | 1–5 |
| Atlético Sanluqueño CF | 4–1 | —   | 0–1 | 1–2 | 0–1 | 3–0 | 2–1 | 2–0 | 1–0 | 1–0 | 2–1 | 0–0 | 0–1 | 0–0 | 1–2 | 2–2 | 1–3 | 0–0 | 0–1 | 2–0 |
| FC Cartagena           | 3–1 | 2–0 | —   | 1–2 | 2–0 | 1–1 | 2–1 | 1–0 | 2–2 | 5–3 | 2–0 | 1–1 | 0–1 | 3–0 | 1–1 | 1–2 | 1–3 | 0–0 | 2–1 | 1–1 |
| Córdoba CF "B"         | 0–1 | 1–1 | 1–2 | —   | 1–0 | 0–0 | 1–3 | 1–1 | 0–1 | 1–1 | 2–1 | 3–0 | 4–0 | 2–2 | 2–2 | 1–0 | 0–0 | 1–0 | 0–1 | 0–1 |
| CD El Ejido 2012       | 1–0 | 1–1 | 1–0 | 2–0 | —   | 1–1 | 0–3 | 0–0 | 1–0 | 2–2 | 1–0 | 1–1 | 0–3 | 0–1 | 0–2 | 0–0 | 2–3 | 6–1 | 4–0 | 0–2 |
| Extremadura UD         | 0–3 | 2–0 | 0–2 | 0–0 | 1–0 | —   | 1–1 | 1–1 | 4–0 | 0–2 | 1–2 | 1–0 | 0–3 | 2–0 | 0–1 | 1–1 | 0–2 | 1–1 | 1–1 | 1–1 |
| Granada CF "B"         | 1–1 | 2–2 | 1–1 | 2–1 | 3–1 | 2–3 | —   | 3–2 | 1–0 | 2–1 | 3–0 | 3–0 | 0–1 | 1–2 | 1–1 | 3–0 | 1–1 | 2–2 | 2–1 | 2–1 |
| Real Jaén CF           | 2–2 | 4–2 | 2–0 | 2–0 | 0–1 | 1–2 | 2–1 | —   | 0–0 | 0–1 | 0–0 | 5–2 | 0–0 | 2–0 | 0–0 | 0–1 | 0–0 | 1–3 | 4–2 | 1–1 |
| FC Jumilla             | 2–1 | 1–0 | 0–1 | 2–1 | 0–3 | 2–0 | 3–2 | 2–0 | —   | 1–0 | 1–0 | 1–1 | 1–1 | 0–1 | 1–2 | 0–1 | 2–0 | 4–2 | 1–2 | 1–1 |
| La Roda CF             | 2–3 | 1–1 | 1–1 | 2–5 | 1–2 | 0–0 | 3–2 | 0–0 | 1–1 | —   | 1–2 | 0–0 | 2–3 | 0–1 | 1–1 | 0–0 | 0–4 | 0–1 | 1–2 | 2–2 |
| Linares Deportivo      | 1–1 | 2–0 | 1–1 | 1–1 | 2–0 | 1–3 | 1–0 | 3–1 | 2–0 | 2–1 | —   | 0–0 | 1–1 | 1–2 | 1–2 | 0–1 | 0–1 | 0–1 | 3–0 | 2–1 |
| RB Linense             | 3–1 | 3–1 | 2–0 | 1–1 | 2–1 | 1–0 | 1–1 | 0–0 | 1–0 | 1–0 | 2–2 | —   | 2–0 | 0–2 | 2–1 | 2–5 | 3–1 | 0–0 | 0–2 | 0–2 |
| Lorca FC               | 3–0 | 3–1 | 0–1 | 1–1 | 2–1 | 0–0 | 2–1 | 2–1 | 2–2 | 3–2 | 1–1 | 3–2 | —   | 2–1 | 0–2 | 2–0 | 1–0 | 1–0 | 1–3 | 2–1 |
| Marbella FC            | 3–2 | 0–1 | 2–1 | 3–1 | 1–0 | 3–2 | 1–2 | 2–2 | 0–0 | 1–1 | 2–0 | 1–1 | 1–2 | —   | 1–0 | 2–1 | 1–1 | 3–1 | 2–3 | 0–1 |
| UD Melilla             | 1–2 | 1–0 | 1–1 | 2–1 | 2–0 | 0–1 | 1–1 | 2–1 | 0–0 | 2–1 | 2–0 | 0–1 | 1–1 | 0–0 | —   | 4–0 | 0–0 | 0–0 | 1–0 | 0–0 |
| Mérida AD              | 3–0 | 0–0 | 0–1 | 1–2 | 2–0 | 5–1 | 1–0 | 1–0 | 2–0 | 3–0 | 1–0 | 5–1 | 2–2 | 3–0 | 0–0 | —   | 0–0 | 1–0 | 3–0 | 2–2 |
| Real Murcia CF         | 3–1 | 1–0 | 0–0 | 2–0 | 2–0 | 3–0 | 2–1 | 2–0 | 0–0 | 0–1 | 2–0 | 1–0 | 2–0 | 1–0 | 0–0 | 2–0 | —   | 2–2 | 0–1 | 2–1 |
| Recreativo de Huelva   | 3–0 | 2–4 | 0–1 | 0–0 | 0–1 | 2–1 | 0–0 | 0–0 | 0–0 | 0–0 | 0–3 | 1–0 | 0–0 | 1–1 | 1–1 | 1–1 | 3–0 | —   | 1–0 | 1–0 |
| San Fernando CD        | 1–1 | 1–0 | 0–2 | 0–2 | 2–3 | 1–3 | 2–2 | 1–1 | 1–0 | 0–1 | 4–1 | 0–1 | 0–1 | 1–1 | 0–0 | 2–0 | 3–1 | 2–2 | —   | 0–1 |
| CF Villanovense        | 1–1 | 4–0 | 3–0 | 2–1 | 1–1 | 0–0 | 1–3 | 1–0 | 0–1 | 2–1 | 0–0 | 1–1 | 3–0 | 3–1 | 3–1 | 1–0 | 1–0 | 3–1 | 1–0 | —   |

## Promoción de ascenso a Segunda División
- Se clasifican los siguientes equipos a la promoción de ascenso:

| Pos                                              | Grupo I              | Grupo II            | Grupo III            | Grupo IV        |
| ------------------------------------------------ | -------------------- | ------------------- | -------------------- | --------------- |
| 1º                                               | Cultural Leonesa     | Albacete Balompié   | FC Barcelona "B"     | Lorca FC        |
| 2º                                               | Racing de Santander  | CD Toledo           | CD Alcoyano          | Real Murcia CF  |
| 3º                                               | RC Celta de Vigo "B" | CF Fuenlabrada      | Valencia CF Mestalla | CF Villanovense |
| 4º                                               | Pontevedra CF        | CF Rayo Majadahonda | CD Atlético Baleares | FC Cartagena    |
| En negrita equipos que suben a Segunda División. |                      |                     |                      |                 |

## Promoción de permanencia
- Se clasifican los siguientes equipos a la promoción de permanencia:

| Burgos CF                                             | UD San Sebastián de los Reyes | Atlético Levante UD | Linares Deportivo |
| En negrita equipos que descienden a Tercera División. |                               |                     |                   |

## Resumen
Ascienden a Segunda división:
| - Albacete Balompié | - Fútbol Club Barcelona "B" | - Cultural y Deportiva Leonesa | - Lorca Fútbol Club |

Descienden a Tercera división: 
| Grupo I - Club Deportivo Boiro - Unión Deportiva Mutilvera - Club Deportivo Palencia Balompié - Arandina Club de Fútbol - Unión Deportiva Somozas | Grupo II - Club Deportivo Mensajero - Yugo-Unión Deportiva Socuéllamos Club de Fútbol - Sestao River Club - Sociedad Deportiva Zamudio | Grupo III - Club de Futbol Gavà - Real Club Deportivo Mallorca "B" - Atlético Levante Unión Deportiva - Centre d'Esports L'Hospitalet - Real Club Deportivo Espanyol "B" - Associació Esportiva Prat - Club Deportivo Eldense | Grupo IV - Linares Deportivo - Atlético Sanluqueño Club de Fútbol - Atlético Mancha Real - Real Jaén Club de Fútbol - La Roda Club de Fútbol |

Campeón de Segunda División B:
| - Cultural y Deportiva Leonesa |

## Copa del Rey
Los cinco primeros clasificados de cada grupo, exceptuando a los filiales, y los cuatro siguientes equipos con mejor puntuación en todos los grupos se clasifican para la siguiente edición de la Copa del Rey. La plaza de los filiales la ocupan los siguientes equipos mejor clasificados.